# سور الإسكندرية
سور الإسكندرية هو سور يعود تاريخ بناءه إلى عهد بطليموس الأول، حيث قام ببناء سوراً حصيناً حول المدينة، وزاد في تحصينها الرومان خلال فترة حكمهم، والسور عبارة عن سور ضخم يُقدر طوله بين عشرة إلى خمسة عشر كيلو متر، بُني السور من الأحجار المأخوذة من محاجر منطقة المكس، ويتخلل هذا السور أبراج حصينة على مسافات متقاربة وحصون و أبواب كثيرة.
حاليًا أجزاء السور الباقية توجد على شكل أبراج و جزء من السور وهي البرج الشرقي يقع بالطرف الجنوبي الشرقي من ستاد الإسكندرية، البرج الغربي والسور الشرقي يقعان بالأطراف الغربية والشرقية من حدائق الشلالات، أما طابية النحاسين توجد بالطرف الغربي الأقصى من بقايا أسوار الإسكندرية، وترجع لعصر محمد علي وهى موجودة بحديقة الشلالات أيضَا، وعُرفت فى عهد عباس حلمي الأول بطابية النحاسين حيث استخدمت لصناعة الأدوات النحاسية.